# Eduard Dietl
Eduard Dietl (21. juli 1890-23. juni 1944) var en tysk general i 2. verdenskrig.
Dietl blev født i Bad Aibling i Bayern. Han var søn af en bayersk finansembedsmand . I 1909 blev han i 2. forsøg optaget som officerskadet i 5. Bayriske infanteriregiment. Efter at have studeret på Kriegschule i München blev han udnævnt til løjtnant i oktober 1911. I oktober 1915 blev han forfremmet til premierløjtnant og gjorde tjeneste som leder af et kompagni i sit regiment. I marts 1918 blev han forfremmet til kaptajn. Han blev såret fire gange i kamp under 1. verdenskrig.
Dietl havde kommandoen over den 3. tyske bjergdivision, som deltog i den tyske invasion af Norge den 9. april 1940 (Operation Weserübung). Det meste af hans division blev landsat ved Narvik af en tysk flådestyrke bestående af 10 destroyere under kommando af kommodore
Friedrich Bonte den 9. april 1940. Britiske flådestyrker under ledelse af slagskibet HMS Warspite sænkede alle 10 destroyere, som havde ført Dietls tropper til Narvik, og englænderne generobrede byen, mens Dietls bjergtropper trak sig tilbage til bjergene. De generobrede byen, da briterne opgav deres forsøg på at fordrive tyskerne fra Norge på grund af angrebet på Vestfronten.
Som overbevist nazist og en af Hitlers yndlingsgeneraler var han den første tyske soldat, som den 19. juni 1940 fik egeløv til sit ridderkors.
Dietl fik kommandoen over tyske styrker i Norge og Finland samt i Østeuropa og blev med tiden forfremmet til generaloberst med kommandoen over den 20. bjergarmé på den nordlige del af Østfronten (Murmanskfronten), hvor resultaterne af operation Silberfuchs var skuffende. Den 23. juni 1944 styrtede et Junkers Ju 52 transportfly ned med Dietl, general Thomas-Emil von Wickede, general Karl Eglseer, Generalløjtnant Franz Rossi og tre andre passagerer i nærheden af den lille landsby Rettenegg i Steiermark. Der var ingen overlevende.

## Resume af Dietls militære karriere
Datoer for opnåelse af rang:
- Menig: 29. januar, 1910
- Underofficer: 11. marts, 1910
- Fenrik: 4. maj, 1910
- Løjtnant: 26. oktober, 1911
- Premierløjtnant: 9. juli, 1915
- Kaptajn: 29. august, 1919
- Major: 1. februar, 1930
- Oberstløjtnant: 1. februar, 1933
- Oberst: 1. januar1, 1935
- Generalmajor: 1. april, 1938
- Generalløjtnant: 1. april, 1940
- General over Bjergtropperne: 19. juli, 1940
- Generaloberst: 1. juni, 1942

## Yderligere læsning
- Berger, Florian, Mit Eichenlaub und Schwertern. Die höchstdekorierten Soldaten des Zweiten Weltkrieges. Selbstverlag Florian Berger, 2006. ISBN 3-9501307-0-5.
- Fellgiebel, Walther-Peer. Die Träger des Ritterkreuzes des Eisernen Kreuzes 1939-1945. Friedburg, Germany: Podzun-Pallas, 2000. ISBN 3-7909-0284-5.